# Andi Sullivan
Andi Maureen Sullivan (* 20. Dezember 1995 in Honolulu, Hawaii) ist eine US-amerikanische Fußballspielerin. Sie spielt seit 2018 für Washington Spirit und seit 2016 für die Frauen-Fußballnationalmannschaft der Vereinigten Staaten.

## Karriere

### College und Vereine
Sie spielte von der U-9 bis zur U-13 für die LMVSC Patriots, von der U-13 bis zur U-18 für Bethesda Freedom und für die U-18 der McLean Youth Soccer. Während ihres Studiums an der Stanford University spielte Sullivan für die dortige Universitätsmannschaft der Stanford Cardinal in der NCAA und erhielt mehrere Auszeichnungen. Parallel dazu spielte sie 2013 und 2014 für das Reserve-Team der Washington Spirit.
Am 18. November 2016 zog sie sich einen Kreuzbandriss zu, so dass sie 2017 nur zu wenigen Einsätzen kam, konnte ihr Team aber noch zum NCAA-Titel führen. Im Januar 2018 wurde sie als erste Spielerin des 2018 NWSL College Draft von den Washington Spirit verpflichtet. Sie kam in 23 der 24 Spiele in der National Women’s Soccer League 2018 zum Einsatz, belegte aber mit ihrer Mannschaft nur den vorletzten Platz in der Tabelle. 2019 verpassten sie als Fünfte knapp die Finalrunde. 2021 konnten sie nach dem dritten Platz zum Ende der regulären Saison in den Playoffs bis ins Finale vorstoßen und das mit 2:1 nach Verlängerung gegen die Chicago Red Stars gewinnen, wobei sie die Führung der Red Stars ausgleichen konnte.
Im November 2024 gab der Verein bekannt, dass sie sich einen Kreuzbandriss zugezogen hat und den Rest der Saison verpasst. Im Februar 2025 gab sie ihre Schwangerschaft bekannt.

### Nationalmannschaft
Sullivan nahm im Mai 2012 mit der US-amerikanischen U-17-Nationalmannschaft an der CONCACAF U-17-Meisterschaft der Frauen 2012 teil, wo sie in zwei Vorrundenspielen und dem Halbfinale eingesetzt wurde. Gegen die Bahamas und Trinidad und Tobago konnte sie in der Vorrunde als Torschützin zu den 10:0- und 5:0-Siegen beitragen. Durch den Einzug ins Finale qualifizierte sich ihre Mannschaft für die U-17-Fußball-Weltmeisterschaft der Frauen 2012 in Aserbaidschan und gewann auch das Finale gegen Kanada mit 1:0, so dass ihre Mannschaft im Turnier ohne Gegentor blieb. Bei der U-17-WM im September 2012 kam sie in allen drei Spielen zum Einsatz. Nach einem torlosen Remis gegen Frankreich zum Auftakt, gewannen sie gegen Gambia mit 6:0. Da es im letzten Spiel gegen Nordkorea nur zu einem 1:1 reichte, belegten sie hinter den punktgleichen Nordkoreanerinnen und Französinnen, die gegen Gambia höher gewonnen und gegeneinander auch remis gespielt hatten, aufgrund der weniger erzielten Tore nur den dritten Platz und schieden aus. Frankreich und Nordkorea trafen dann im Finale erneut aufeinander, wo sie sich wieder nach regulärer Spielzeit remis trennten und Frankreich im Elfmeterschießen gewann.
2014 nahm sie mit der US-amerikanischen U-20-Nationalmannschaft an der CONCACAF U-20-Meisterschaft der Frauen 2014 teil. Obwohl eine der jüngsten Spielerinnen der Mannschaft war sie Co-Kapitänin und spielte auf verschiedenen Positionen. Sie erzielte jeweils ein Tor im Gruppenspiel gegen Jamaika sowie im Finale gegen Mexiko, hier durch einen direkt verwandelten Eckball. Sie gewann mit ihrer Mannschaft das Turnier ohne Gegentreffer und qualifizierte sich damit für die U-20-Fußball-Weltmeisterschaft der Frauen 2014 in Kanada. Hier kam sie in allen vier Spielen zum Einsatz. Nach einer Auftaktniederlage gegen den späteren Weltmeister Deutschland, gewann sie mit ihrer Mannschaft gegen Brasilien mit 1:0 und China mit 3:0. Im Viertelfinale gegen Nordkorea, das nach Verlängerung 1:1 endete, verloren die US-Girls mit 1:3 im Elfmeterschießen.
Im März 2016 nahm sie mit U-23-Mannschaft am Istrien-Cup teil, wo sie auf die slowenische A-Nationalmannschaft, die polnische U-20-Mannschaft und die französische B-Mannschaft trafen und ihre Gruppe als Sieger beendeten. Im Juni 2016 gewann sie mit der Mannschaft den Nordic Cup in England.
Im Oktober 2016 bestritt sie beim 4:0 gegen die Schweiz ihr erstes Länderspiel für die A-Nationalmannschaft und wurde als Spielerin des Spiels ausgezeichnet. Auch in den letzten drei Spielen des Jahres kam sie zum Einsatz. Danach dauerte es aber bis zum Oktober des nächsten Jahres, bevor sie verletzungsbedingt zu ihrem fünften Länderspiel kam. Sie wurde dann auch in den beiden letzten Länderspielen des Jahres eingesetzt. 2018 kam sie dann aber trotz 23 Spielen für Washington Spirit wieder nur sporadisch zum Einsatz, darunter ein Spiel beim gewonnenen SheBelieves Cup 2018 gegen Frankreich. Für den CONCACAF Women’s Gold Cup 2018, bei dem sich die US-Mannschaft für die WM 2019 qualifizierte, wurde sie nicht nominiert. Für das Januar-Trainingslager wurde sie zunächst nicht nominiert, am 7. Januar aber nachnominiert. Sie kam dann aber gegen Frankreich und Spanien nicht zum Einsatz. Für die WM 2019 wurde sie nicht nominiert, bei der anschließenden Victory-Tour aber in den beiden letzten Spielen eingesetzt. Auch in den beiden ersten Spielen unter dem neuen Nationaltrainer Vlatko Andonovski wurde sie jeweils zur zweiten Halbzeit eingewechselt.
Beim Qualifikationsturnier für die wegen der COVID-19-Pandemie um ein Jahr verschobenen Olympischen Spiele 2020 hatte sie einen Einsatz beim 8:0-Sieg gegen Panama. Für die Spiele in Japan wurde sie nicht berücksichtigt. Danach kam sie wieder zu Einsätzen und erzielte beim 9:0-Sieg gegen Paraguay am 17. September 2021 ihre ersten beiden Länderspieltore.
Am 21. Juni 2023 wurde sie für die WM-Endrunde nominiert, wurde in jedem der vier Spiele ihres Teams eingesetzt und schied mit der Mannschaft im Achtelfinale im Elfmeterschießen gegen die Schwedinnen aus.

## Erfolge
- 2012: Gewinn der CONCACAF U-17-Meisterschaft der Frauen 2012
- 2014: Gewinn der CONCACAF U-20-Meisterschaft der Frauen 2014
- 2018: Sieg beim  SheBelieves Cup 2018 (1 Einsatz)
- 2020: Sieg beim  SheBelieves Cup 2020 (ohne Einsatz)
- 2021: NWSL-Meister
- 2022: Sieg beim  SheBelieves Cup 2022
- 2022: Sieg bei der CONCACAF W Championship
- 2023: Sieg beim  SheBelieves Cup 2023
- 2025: Sieg beim NWSL Challenge Cup